# Pseudoconnarus macrophyllus
Pseudoconnarus macrophyllus là một loài thực vật có hoa trong họ Connaraceae. Loài này được (Poepp.) Radlk. miêu tả khoa học đầu tiên năm 1901.